# Доктор філософії

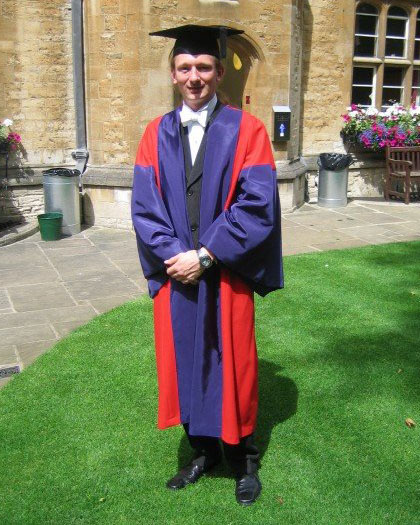
Доктор філософії в повному академічному костюмі, Оксфорд

До́ктор філосо́фії (з лат. Philosophiæ Doctor, Ph.D., іноді PhD чи DPhil, МФА: [piː eɪtʃ diː]) — перший науковий ступінь у більшості держав світу. Кваліфікаційною роботою претендента є докторська дисертація (англ. Ph.D. thesis).
Конкретні вимоги до здобуття цього ступеня різняться залежно від держави, але основною вимогою є виконання наукового академічного дослідження та відображення його результатів у рецензованих виданнях. У багатьох державах для отримання ступеня доктора філософії необхідно захистити свою наукову роботу: проєкт, тези дослідження чи дисертацію. Захист полягає в обґрунтуванні перед науковою спільнотою значущості цієї наукової роботи, її актуальності та відповідності академічній доброчесності, демонстрації її належного оформлення та можливості використання для вирішення певної проблеми.
В Україні присуджується з певної спеціальності, формулюючись для особи як «доктор філософії з [назва спеціальності]». Для здобуття цього наукового ступеня особа повинна пройти навчання в аспірантурі та захистити дисертацію у спеціалізованої вченої ради. Подібний термін — доктор мистецтва, — науково-творчий ступінь, який присуджується за результатами навчання у творчій аспірантурі.

## Термінологія та вживання
Зміст терміна «доктор філософії» полягає в тому, що ця людина засвоїла знання з певного предмета, досягнувши меж наявного знання, та здатна ці межі розширити, що дозволяє їй увійти до кола академіків. Наукова робота (така, як тези дослідження, дисертація) слугує свідченням, що особа може вдосконалити знання в певній галузі в цілому.
У міжнародній систематизації ступінь доктора філософії позначають PhD (також іноді Ph.D.), що утворено від латинського Philosophiae Doctor. PhD вказується після імені особи, тоді як перед іменем ставиться титул Doctor або Dr. Зустрічається також англомовне позначення DPhil, яким послуговуються, наприклад, в Оксфорді.

## Історичний аспект
Ступенем PhD вперше почали номінувати у Болонському університеті близько 1150 року. Спочатку магістр і доктор розглядалися не як офіційні титули, а радше як позначення того, що викладач гарантує високий рівень освіти студента. Обидва були рівноцінними в паризьких університетах, а після запозичення англійськими стали розрізнятися: ступінь магістра отримувався на мистецьких факультетах (див. Сім вільних мистецтв), а доктора — на богослівських, юридичних і медичних. Лише в Німеччині доктор вважався вищим ступенем на всіх факультетах. Щоб називатися магістром або доктором потрібно було завершити навчання, отримавши ступінь бакалавра, та пройти усний диспут і потім урочисту церемонію. Диспут полягав у аргументованих відповідях на запитання від інших магістрів/докторів. Захист окремої наукової роботи не вимагався. Магістри та доктори мали право самі навчати студентів у будь-якому університеті, чому сприяла повсюдна латинська мова викладання.
У Німеччині XIX ст. в університеті Гумбольдтів останній освітній ступінь іменувався «доктор філософії» та відповідав магістру мистецтв. Його здобуття супроводжувалося винагородою та вимагало проведення наукового дослідження. В 1861 Єльський університет перейняв цю практику й також став присуджувати ступінь доктора філософії після завершення бакалаврату, але там він став першим науковим ступенем. Далі ступінь стали присуджувати в Канаді з 1900 року та у Великій Британії з 1917.
Попри назву, нині ступінь не має ніякого практичного стосунку до філософії (тільки історичний) і присуджується майже у всіх наукових галузях, наприклад: доктор філософії з літератури або доктор філософії з фізики.
Таке становище пов'язане з традиціями, що сягають часів середньовічних університетів, стандартна структура яких зазвичай передбачала наявність факультетів філософії, юриспруденції, теології та медицини. Тому крім ступеня доктора філософії існував і обмежений ряд інших докторських ступенів того самого рангу: лікарям присуджується ступінь доктор медицини, юристам — доктор права, богословам — доктор богослов'я, а решті — доктор філософії.
За сучасності ступінь доктора філософії необхідний, щоб займати деякі посади. Так, у США PhD потрібен для того, щоб викладати в університетах. Часто особа, що має ступінь доктора філософії, отримує надбавки до заробітної плати. Разом з тим, згідно з дослідженням журналу «The Economist» 2012 року, лише 20 % докторів філософії працюють за спеціальністю.

## Ступінь доктора філософії в Україні

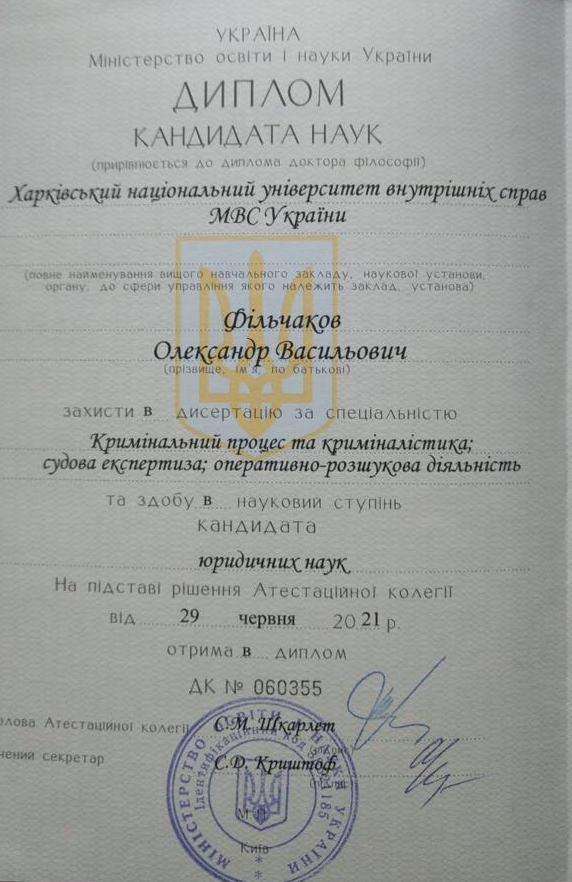
Диплом кандидата наук, що прирівнюється до диплома доктора філософії

Згідно із чинною редакцією Закону України «Про вищу освіту»: доктор філософії — це освітній і водночас перший науковий ступінь, що здобувається на третьому рівні вищої освіти на основі ступеня магістра. Ступінь доктора філософії присуджується спеціалізованою вченою радою закладу вищої освіти або наукової установи в результаті успішного виконання здобувачем вищої освіти відповідної освітньо-наукової програми та публічного захисту дисертації у спеціалізованій вченій раді;
Особа має право здобувати ступінь доктора філософії під час навчання в аспірантурі (ад'юнктурі). Особи, які професійно здійснюють наукову, науково-технічну або науково-педагогічну діяльність за основним місцем роботи, мають право здобувати ступінь доктора філософії поза аспірантурою, зокрема під час перебування у творчій відпустці, за умови успішного виконання відповідної освітньо-наукової програми та публічного захисту дисертації у спеціалізованій вченій раді;
Нормативний термін підготовки доктора філософії в аспірантурі (ад'юнктурі) становить чотири роки. Обсяг освітньої складової освітньо-наукової програми підготовки доктора філософії становить 30—60 кредитів ЄКТС;
Наукові установи можуть здійснювати підготовку докторів філософії за власною освітньо-науковою програмою згідно з отриманою ліцензією на відповідну освітню діяльність. Наукові установи можуть також здійснювати підготовку докторів філософії за освітньо-науковою програмою, узгодженою із закладом вищої освіти. У такому разі наукова складова такої програми здійснюється у науковій установі, а освітня складова — у закладі вищої освіти;
У дипломі доктора філософії зазначаються назва закладу вищої освіти (наукової установи), у якому здійснювалася підготовка, назва закладу вищої освіти (наукової установи), у спеціалізованій вченій раді якого (якої) захищено наукові досягнення, а також назва кваліфікації, що складається з інформації про здобутий особою науковий ступінь, галузь знань та/або спеціальність;
У назві кваліфікації зазначаються ступінь доктора філософії та галузь знань (доктор філософії в галузі біології тощо). У разі якщо дисертаційне дослідження виконано в суміжних галузях знань, ступінь доктора філософії присуджуються у провідній галузі із зазначенням міжгалузевого характеру роботи;
Невід'ємною частиною диплома доктора філософії є додаток до диплома європейського зразка, що містить структуровану інформацію про завершене навчання. У додатку до диплома міститься інформація про результати навчання особи, що складається з інформації про назви дисциплін, отримані оцінки і здобуту кількість кредитів ЄКТС, а також відомості про національну систему вищої освіти України.
1 липня 2014 року Верховна Рада України ухвалила Закон України «Про вищу освіту», яким внесено зміни щодо наукових ступенів в Україні. Закон набрав чинності 6 вересня 2014 року. Науковий ступінь кандидата наук, після набрання чинності цим Законом, прирівнюється до наукового ступеня доктора філософії як першого наукового ступеня.
21 жовтня 2020 року, Уряд України ухвалив проєкт змін до постанов КМУ від 27 липня 2016 р. № 567 «Деякі питання діяльності Національного агентства із забезпечення якості вищої освіти» і від 6 березня 2019 р. № 167 «Про проведення експерименту з присудження ступеня доктора філософії». Зміни визначають, зокрема, продовження строків проведення експерименту з присудження ступеня доктора філософії з 31 грудня 2020 року до 30 червня 2021 року.
Доктор наук — це другий (вищий) науковий ступінь після доктора філософії, що здобувається особою на науковому рівні вищої освіти на основі ступеня доктора філософії і передбачає набуття найвищих компетентностей у відповідній науковій галузі.

## Ступінь у різних державах

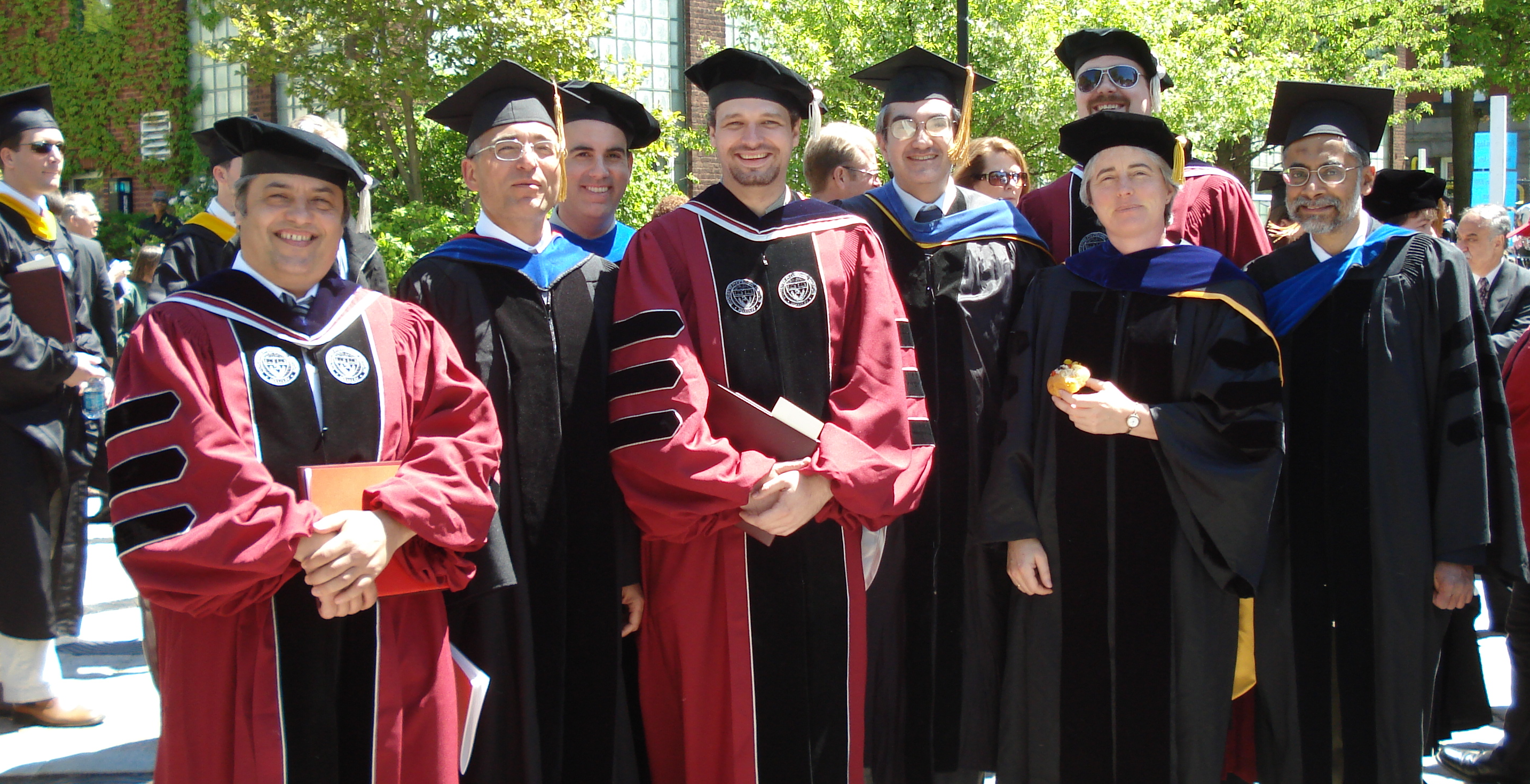
Група докторів філософії (в синіх мантіях) Вустерського політехнічного інституту, США

У деяких державах Європейського Союзу (Франція, Італія, Фінляндія), Мексиці, США і Канаді, ступінь PhD є найвищим.
В українській емігрантській традиції ступінь доктора філософії присуджувався Українським вільним університетом (УВУ) в Мюнхені. На початку 90-х рр. ХХ ст. певна частина західноукраїнських науковців після короткотривалого стажування в УВУ і захисту дисертації отримувала там ступінь доктора філософії, котрий, проте, в Україні прирівнюється до почесних звань зарубіжних країн.
В Україні, Законом України «Про вищу освіту», збережено двоступеневу систему — доктор філософії (перший ступінь, до цього ступеня прирівнюється скасований ступінь кандидата наук) та доктор наук — другий (вищий) науковий ступінь.